# Villance
Villance (Waals: Viyance) is een dorp in de Belgische provincie Luxemburg en een deelgemeente van Libin. Het dorp ligt zo'n 2,5 kilometer ten westen van het dorpscentrum van Libin. In de deelgemeente ligt ook het dorp Glaireuse.

## Geschiedenis
Op het eind van het ancien régime werd Villance een gemeente. In 1823 werden de opgeheven gemeenten Glaireuse en Maissin bij Villance gevoegd. Maissin werd in 1895 weer afgesplitst als zelfstandige gemeente.
In 1977 werd Villance een deelgemeente van Libin.

## Demografische ontwikkeling
- Bronnen:NIS, Opm:1831 tot en met 1970=volkstellingen, 1976= inwoneraantal op 31 december
- 1900*:Afsplitsing Maissin in 1895

## Galerij

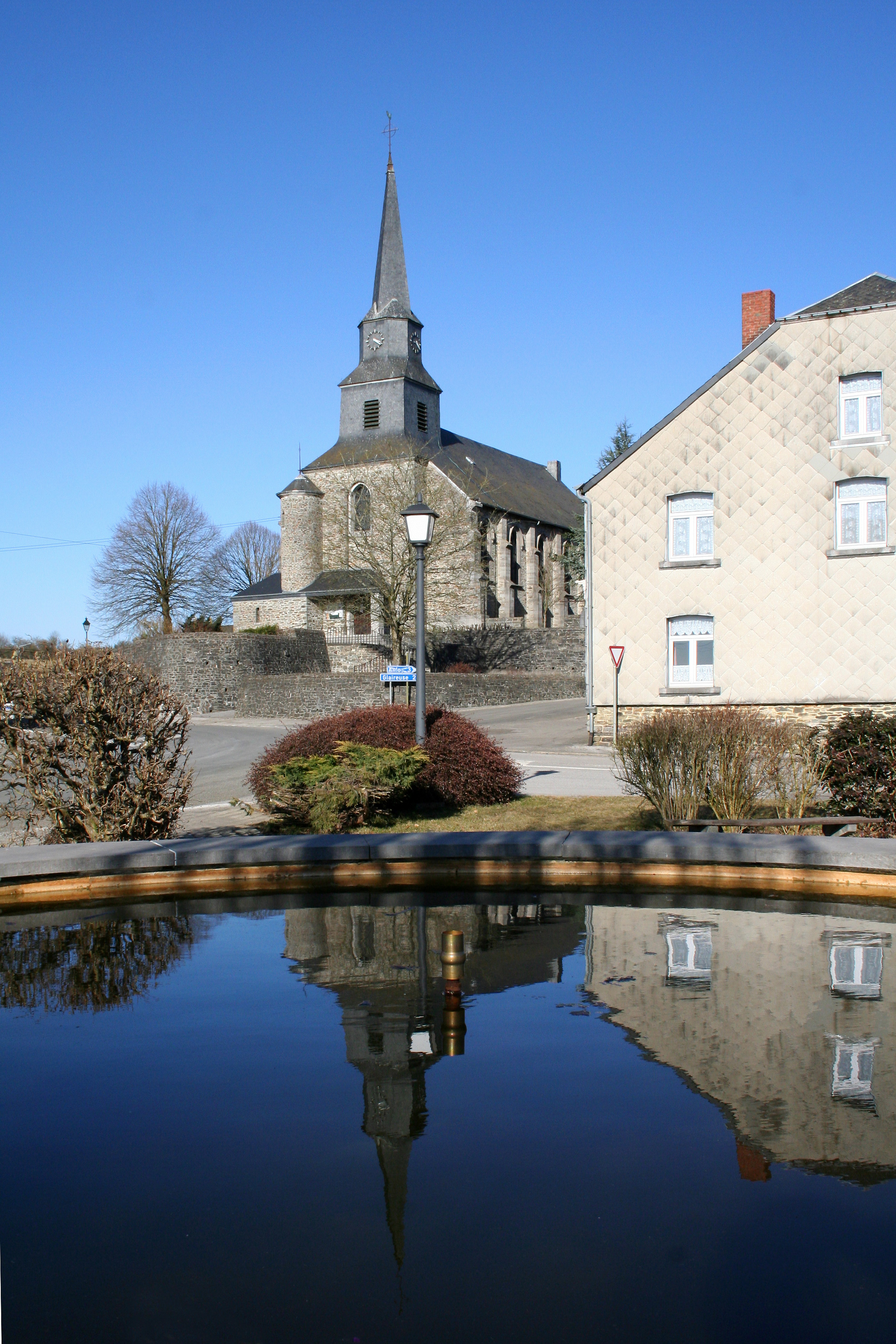
Église du Saint Sacrement
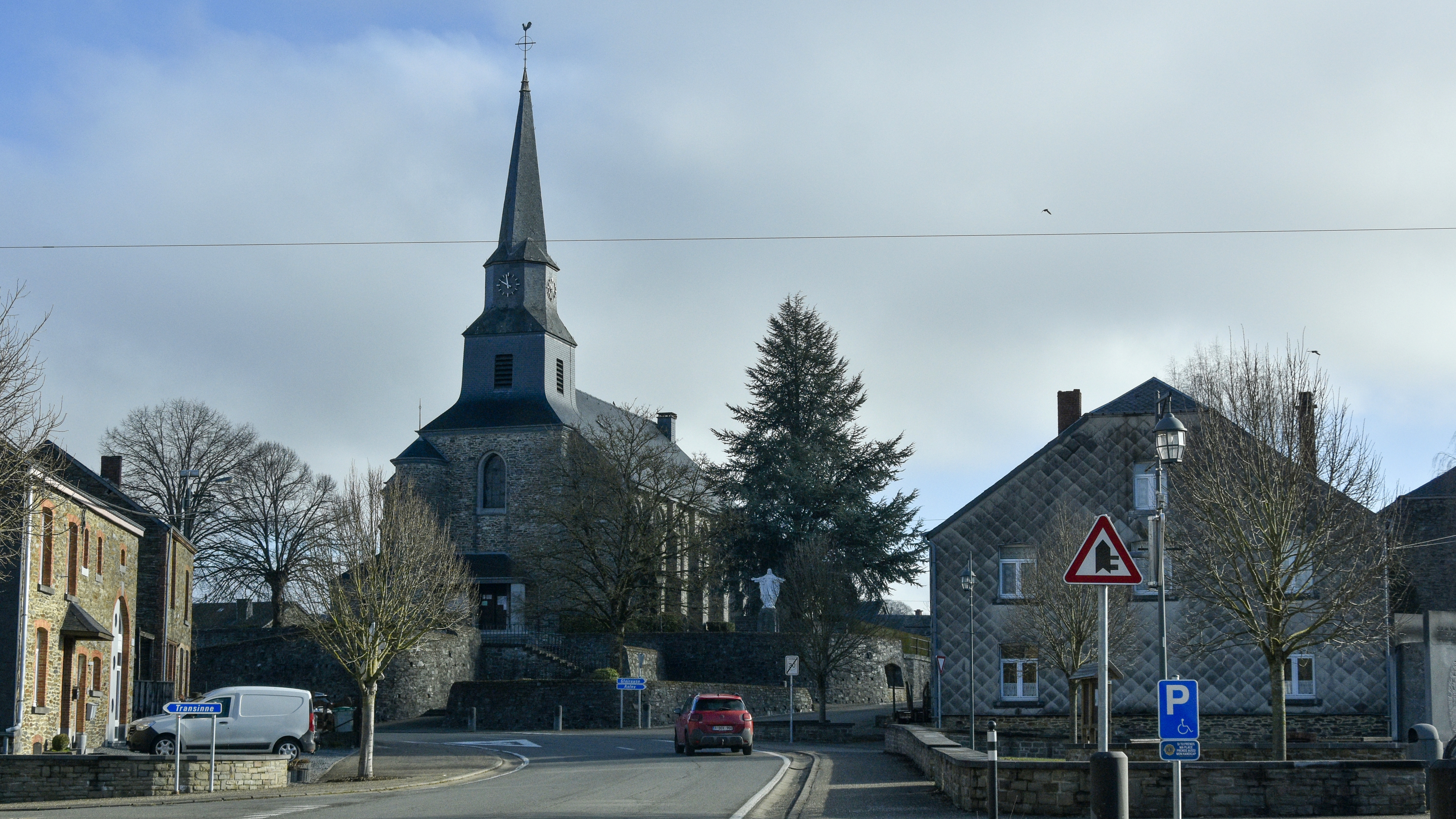
De kerk en de dorpskom

Deelgemeenten: Anloy · Libin · Ochamps · Redu · Smuid · Transinne · Villance

Overige dorpen en gehuchten: Glaireuse · Hamaide · Lesse · Libin-Bas · Libin-Haut · Sèchery

Belgische gemeenten · Arrondissement Neufchâteau · Luxemburg · Wallonië